# 桐艾機場
桐艾機場是一座位於泰國東南部桐艾府的機場。該機場由曼谷航空擁有與營運。

## 航空公司及航點
| 航空公司 | 目的地        |
| -------- | ------------- |
| 曼谷航空 | 曼谷-蘇凡納布 |